# Olivin
Olivin (đá quý gọi là peridot) là khoáng vật sắt magie silicat có công thức cấu tạo chung là (Mg,Fe)2SiO4. Olivin là một trong những khoáng vật phổ biến nhất trên Trái Đất, và cũng được tìm thấy trong thiên thạch và trên Mặt Trăng, Sao Hỏa, và sao chổi Wild 2.
Tỉ lệ sắt và magnesi thay đổi giữa hai khoáng vật đầu và cuối dải của dung dịch rắn gồm: forsterit (gốc Mg, ký hiệu Fo) và fayalit (gốc Fe, ký hiệu Fa). Thành phần của olivin thường bao gồm một trong hai khoáng vật trên với tỷ lệ khác nhau (ví dụ Fo70Fa30). Forsterit có nhiệt độ nóng chảy cao ở điều kiện áp suất khí quyển khoảng 1900 °C, còn fayalit có nhiệt độ nóng chảy thấp hơn, khoảng 1200 °C. Nhiệt độ nóng chảy thay đổi liên tục đối với các khoáng vật nằm giữa hai khoáng vật trên vì vậy chúng cũng có tính chất khác nhau. Olivin chỉ bao gồm các nguyên tố oxy, silic, magie và sắt. Mangan và niken thường là các nguyên tố có nhiều trong đá chứa olivin.
Olivin còn là tên đại diện cho nhóm khoáng vật có cấu trúc tương tự. Nhóm olivin bao gồm tephroit (Mn2SiO4), monticellit (CaMgSiO4), và kirschsteinit (CaFeSiO4).

## Dạng tồn tại

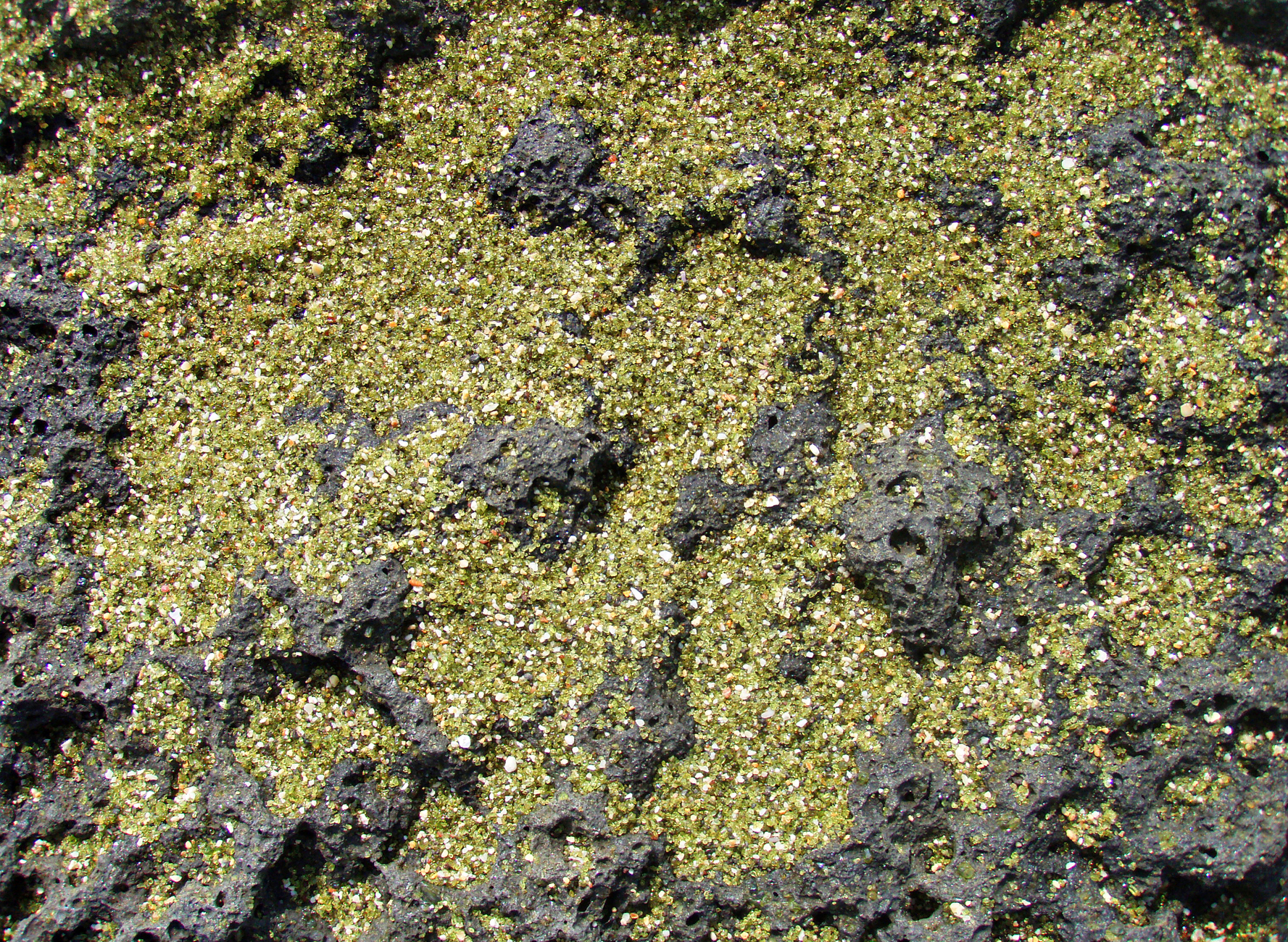
Cát lục là tinh thể olivin, bị bào mòn từ đá núi lửa

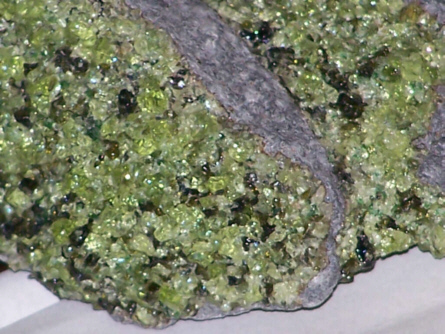
Peridotit xenolith trong bazan--olivin là các tinh thể màu lục. Địa điểm: Vùng dành riêng cho người da đỏ San Carlos, quận Gila, Arizona, Hoa Kỳ.

Olivin được đặt tên xuất phát từ màu lục đặc trưng (sự có mặt của niken) của nó, nó có thể chuyển sang màu đỏ khi sắt bị oxy hóa. Olivin có mặt gãy vỏ sò và đôi khi dễ vỡ. Độ cứng của olivin theo thang độ cứng Mohs là 6,5–7, tỷ trọng riêng khoảng 3,27–3,37 và có ánh từ thủy tinh trong suốt đến mờ.
Olivin trong suốt đôi khi được sử dụng làm đá quý. Olivin còn được gọi là crysolit, theo tiếng Hy Lạp dùng để chỉ vàng và đá. Olivin hạt mịn có thể được tìm thấy trong đá lớp phủ trên đảo Zabargad, biển Đỏ.
Olivin/peridot có mặt trong cả đá xâm nhập mafic và siêu mafic, và ở dạng khoáng vật nguyên sinh trong các đá biến chất. Olivin giàu Mg kết tinh từ magma giàu magie và ít silica. Các đá kết tinh từ mácma mafic như gabbro và bazan. Các đá siêu mafic như peridotit và dunit là phần kết tinh trước các đá mafic, và chúng thường chứa nhiều olivin. Olivin và các biến thể khác của nó chiếm hơn 50% quyển manti trên của Trái Đất, và olivin là một trong những khoáng vật phổ biến trên Trái Đất nếu tính theo khối lượng. Quá trình biến chất từ dolomit không tinh khiết hoặc các đá trầm tích chứa nhiều magnesi và ít silica cũng tạo ra olivin giàu Mg hay forsterit.
Olivin giàu sắt ít phổ biến hơn, và có mặt trong các đá mácma xâm nhập với lượng nhỏ. Olivin này rất hiếm gặp trong đá granit và ryolit. Olivin rất giàu Fe có thể tồn tại cùng với thạch anh và tridymit, nhưng olivin giàu Mg không thể có mặt cùng với các khoáng vật silica vì chúng sẽ phản ứng với nhau để tạo ra orthopyroxen, (Mg,Fe)2Si2O6.
Olivin giàu magie bền vững với các áp suất tương đương với độ sâu khoảng 410 km trong lòng đất. Do nó được coi là khoáng vật phong phú nhất tại các độ sâu nhỏ hơn của quyển manti, nên các tính chất của olivin cũng ảnh hưởng đến lưu biến học trong phần này của Trái Đất và vì thế là tới các dòng vật chất rắn tạo ra các mảng kiến tạo. Các nghiên cứu cho thấy olivin ở áp suất cao (khoảng 12 GPa, tương ứng với độ sâu khoảng 360 km hoặc lớn hơn) có thể chứa ít nhất khoảng 8.900 ppm (khối lượng) nước. Lượng nước này làm giảm đáng kể sự cản trở của olivin đối với dòng chất rắn; hơn thế nữa, do lượng olivin là quá nhiều, nên lượng nước hòa tan trong olivin có thể lớn hơn cả nước có trong đại dương.
Olivin giàu magnesi cũng được tìm thấy trong thiên thạch, trên Sao Hỏa, và Mặt Trăng của Trái Đất. Các thiên thạch này gồm chondrit, được thu thập từ các mảnh vỡ trong hệ Mặt Trời cổ; và pallasit là hỗn hợp của sắt-niken và olivin. Tín hiệu quang phổ của olivin cũng được phát hiện trong đám mây bụi xung quanh các ngôi sao trẻ. Đuôi các sao chổi (được hình thành từ đá mây bụi xung quanh Mặt Trời trẻ) thường cũng có tín hiệu quang phổ của olivin. Olivin cũng có mặt trong các mẫu của một sao chổi được thu thập gần đây bởi phi thuyền Stardust.

## Cấu trúc tinh thể

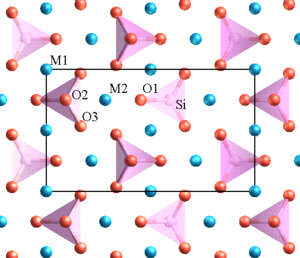
Hình 1 Cấu trúc của olivin dạng nguyên tử nhìn từ trục a. Màu đỏ là oxy, màu hồng là silic, và magie/sắt có màu lam. Hình chiếu của ô đơn vị được giới hạn trong hình chữ nhật đen

Các khoáng vật trong nhóm olivin kết tinh theo hệ trực thoi (nhóm không gian Pbnm) gồm các tứ diện silicat, do vậy olivin thuộc nhóm silicat đảo. Ở mức độ nguyên tử, cấu trúc nguyên tử có thể được mô tả như hình lục giác, nếu nối các ion oxy gần nhau cùng với 1/2 vị trí đỉnh của hình tám mặt được chiếm chỗ bởi ion sắt/magnesi (sáu đỉnh) và 1/8 của tứ diện bị chiếm chỗ bởi ion silic.
Có ba vị trí của oxy (được đánh dấu là O1, O2, và O3 trên hình 1), hai vị trí của kim loại (M1 và M2), và chỉ có một vị trí của silic. O1, O2, M2 và Si nằm trên một mặt đối xứng, trong khi M1 nằm đối xứng qua tâm. O3 nằm ở vị trí chung.

## Sự đa hình ở nhiệt độ cao
Ở nhiệt độ và áp suất cao trong lòng đất, cấu trúc olivin sẽ không còn bền vững. Bên dưới độ sâu khoảng 410 km olivin bị biến đổi (chuyển pha) thành silicat đảo kép, wadsleyit. Ở độ sâu khoảng 520 km, wadsleyit biến đổi thành ringwoodit, là một cấu trúc của spinen. Sự chuyển pha này dẫn đến sự tăng gián đoạn tỷ trọng riêng của quyển manti của Trái Đất, được nghiên cứu bằng phương pháp địa chấn.
Áp suất mà tại đó có sự chuyển pha còn tùy thuộc vào nhiệt độ và hàm lượng sắt.
Ở nhiệt độ 800 °C khoáng vật chỉ có magnesi là forsterit chuyển thành wadsleyit ở áp suất 11,8 GPa (118 kbar) và tạo thành ringwoodit ở áp suất trên 14 GPa (140 kbar). Sự gia tăng hàm lượng sắt làm giảm sáp suất của sự chuyển pha và thu hẹp sự bền vững của wadsleyit. Với khoảng 0,8 mol fayalit, olivin chuyển trực tiếp thành ringwoodit trong điều kiện áp suất trong khoảng 10–11,5 GPa (100–115 kbar). Fayalit chuyển thành Fe2SiO4 spinen ở áp suất dưới 5 GPa (50 kbar). Nhiệt độ tăng làm tăng áp suất của sự chuyển pha.

## Sử dụng
Trên thế giới, người ta tìm những phương pháp rẻ tiền để hạn chế phát thải CO2 vào khí quyển bằng các phản ứng với khoáng vật. Trong đó, việc CO2 phản ứng với olivin là một lựa chọn, bởi vì olivin rất phổ biến và dễ dàng tác dụng với (axít) CO2 từ khí quyển. Khi olivin được nghiền ra, nó sẽ bị phong hóa chỉ trong vài năm, điều này còn tùy thuộc vào cỡ hạt được nghiền. Tất cả CO2 sinh ra khi đốt cháy 1 lít dầu có thể phản ứng (tách CO2 từ khí thải) với ít hơn 1 lít olivin. Đây là phản ứng tỏa nhiệt và diễn ra chậm. Lượng nhiệt tỏa ra được dùng để phát điện, do vậy một lượng lớn olivin phải được tách ra bằng nhiệt. Trong quá trình tạo ra điện, cũng là lúc tách CO2. Sản phẩm cuối cùng của phàn ứng này là silic dioxide (SiO2), magie cacbonat (MgCO3) và một lượng nhỏ sắt oxit.
Trong công nghiệp đúc nhôm, cát olivin được sử dụng làm khuôn đúc. Cát olivin cần phải có ít nước hơn cát silic, trong khi đúc cần giữ cho khuôn chắc chắn trong lúc đổ kim loại vào và rót kim loại ra. Càng ít lượng nước thì càng ít khí (hơi nước) thoát ra từ khuôn khi kim loại được đổ vào khuôn.